# قاعة

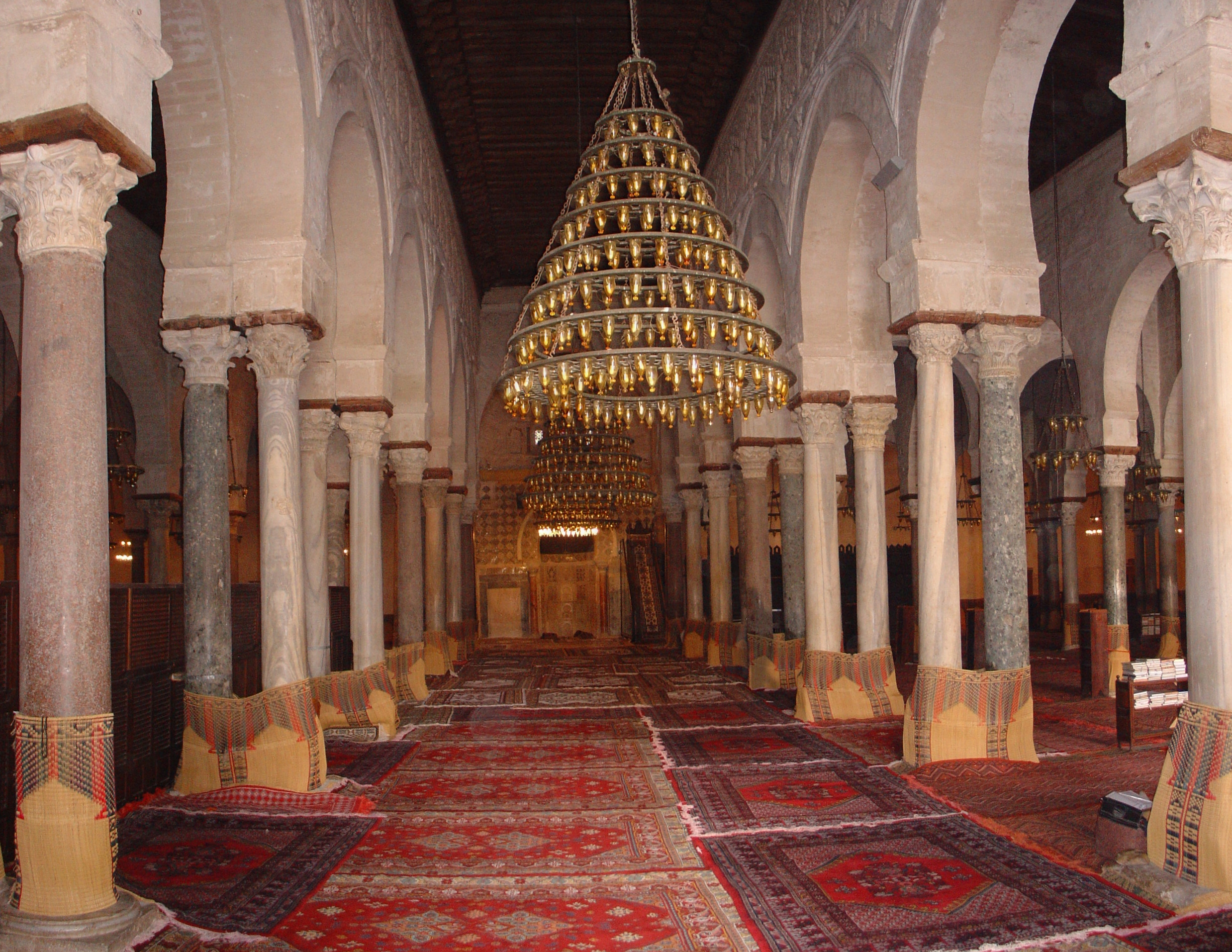
قاعة المصلى لجامع عقبة بن نافع، القيروان، تونس

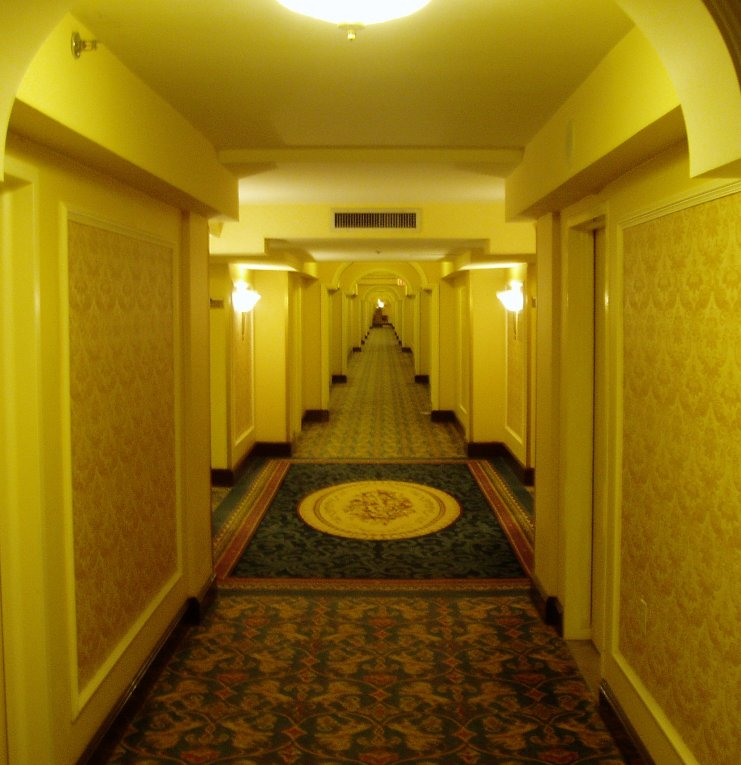
مدخل القاعة في فندق رويال نيويورك

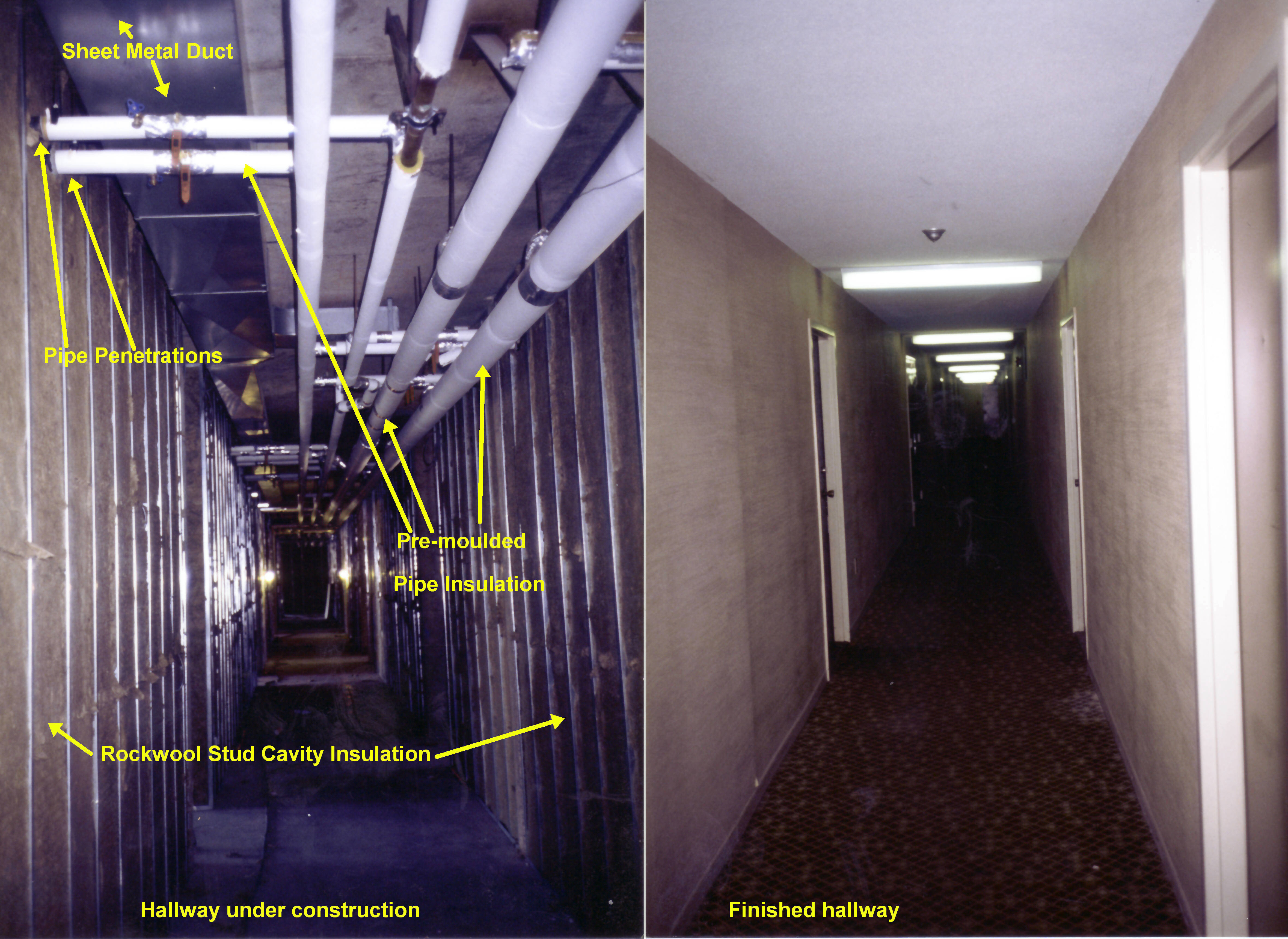
مدخل قاعة قبل وبعد البناءء في مبنى شقة، في ميسيساغا، أونتاريو، كندا

القاعة أو البهو في الهندسة المعمارية هي المساحة الكبيرة نسبياً وتكون مغلقة بسقف وجدران. في العصر الحديدي، كانت قاعة الميد، مبنى بسيط ومسكن الحاكم وخدمه. لاحقاً تم تقسيم الغرف فيه، والمساحة التي كانت بجانب الباب الأمامي أصبحت مدخل القاعة. في الحاضر (المدخل) لقاعة في المنزل هي المساحة المجاورة بجانب الباب الأمامي أو الردهة والتي تؤدي إلى الغرف مباشرةً و/أو غير مباشرة. وحيث ان القاعة التي بداخل الباب الأمامي لمنزل هي ممدودة.